# هيلموت فون بانويتس
هيلموت فون بانويتز (14 أكتوبر 1898 - 12 يناير 1947) جنرال ألماني، مُيز كضابط خيالة خلال الحرب العالمية الأولى والثانية. لاحقاً أصبح في رتبة فريق جنرال في الفيرماخت ورتبة أتامان في إكس في إس إس (بالإنجليزية: XV SS)‏ القوزاق سلاح الفرسان. ومن ثم أعدم في موسكو بتهمة جرائم الحرب في عام 1947 وقد أعيد تبرئته من قبل المدعي العام العسكري في موسكو في أبريل 1996 تقريباً بعد 50 عاماً من موته. وانقلبت إدانة بانويتز نفسها في حزيران/يونيو 2001.

## بداية حياته
بانويتز ولد في عائلة نبيلة من بروسيا في ولاية أبيه بوتنوزيتز (اليوم بودزنفيستنا) بالقرب من روزنبرغ (اليوم ألوسينو)، الآن جزء من بولندا، لكنها في ذلك الوقت كانت تقع مباشرة على الحدود الألمانية الروسية. عائلته كانت في الأصل من قرية بانوتيز، لوساتيا. من القرن الرابع عشر إلى القرن السادس عشر تملكت عائلته مكتب البورغراف في كلودزكو.
في سن الثانية عشر، دخل مدرسة المتدربين في ليجنيكي بوله، بالقرب من لغنيتسا في سيليزيا، ولاحقاً مدرسة المتدربين الأساسية في ليشترفيلد. حتى قبل اندلاع الحرب العالمية الأولى كان قد شد اهتمامه فرق القوزاق التي كانت منظمة في المُدن المجاورة في الإمبراطورية الروسية.
دخل الحرب العالمية الأولى كضابط متدرب متطوع في الجيش الإمبراطوري الألماني (الفوج الأول من الرماحين، والتي تتمركز في ميليتش)، وعندما وصل إلي سن السادسة عشرة تم ترقيته إلى رتبة ملازم (من الدرجة الثانية) وتم منحه وسام الصليب الحديدي الدرجة الثانية في نفس العام (وفي العام التالي، مُنح الدرجة الأولي) من أجل شجاعته في الحرب. فوراً بعد الحرب التي خاضها في رتبة المتطوعين (فريكوربس) ضد الانفصاليين البولنديين ومشاركته في انقلاب كاب.
تمت ملاحقته للاشتباه به في جريمة قتل الديمقراطي الاجتماعي برنهارد شوتلاندر، في فروتسواف، ولذلك لقد هرب إلي بولندا تحت اسم مُتسعار، بانويتز أصبح قائد رايشزوهر الأسود في 1923 حيث كان طرفاً في جرائم فيميه. وفي أعقاب انقلاب كوسترين الفاشل، هرب بانويتز مجدداً إلي بولندا. وبعد قضائه عام في هنغاريا، ذهب بانويتز مجدداً إلي بولندا حيث عاش هناك وعمل كمدير للمزارع، على الأقل كانت تقع في مسؤوليته أراضي الأميرة رادزيويل في مليخوشو بالقرب من وارسو.
حينما مُنح العفو العام في 1931، عاد بانويتز إلي ألمانيا حيث انضم مجدداً للجيش الألماني في 1935، حيث أصبح رخيتمستار (قأئدالخيالة) وقائد سرب سلاح الفرسان في الفوج الثاني من الخيالة في فيغورجيفو، بروسيا الشرقية. في 1938، بعد آنشلوس حينما أصبحت النمسا جزء من ألمانيا، تم نقله إلى النمسا وأصبح قائد فيلق الخيالة الحادي عشر في تشوكيراو قرب فيينا، وتم ترقيته إلي درجة رائد في الوقت عينه، حيث أصبح في الحرب العالمية الثانية قائد فيلق الاستطلاع مع فرقة المشاة 45 في بولندا وفرنسا.

## الحرب العالمية الثانية

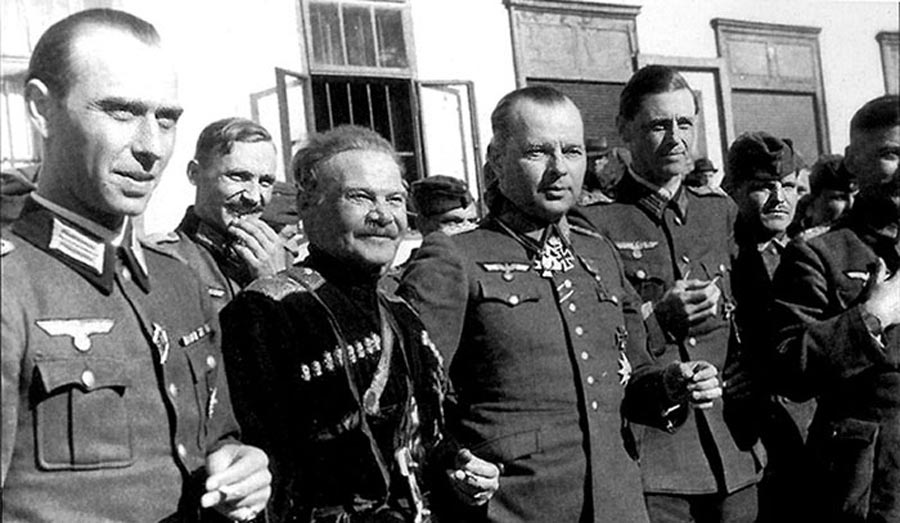
جنرالات القوزاق أندريه شكورو وهيلموت ف. بانويتز

دخل الخدمة مجدداً في الحرب العالمية الثانية، مُنح «شارة» إلي الأوسمة السابقة وفي أغسطس 1941 مُنح وسام الفارس الصليبي الحديدي. ومن ثم نال تكريم أوراق البلوط برتبة أوبرسلوبمينت (مُقدم) بعدها بعام بسبب قيادته العسكرية الناجحة، وذلك عندما كان في قيادة المجموعة القتالية التي تغطي الجهة الجنوبية في معركة ستالينغراد.
بانويتز كان له دور فعال في إنشاء قوات القوزاق، لواء فرسان القوزاق وذلك في 21 أبريل 1943. وأجرت الوحدة محاربة حزبية ضد العمليات الأوكرانية والروسية، وقد تم نقلهم بعد ذلك لمحاربة بارتيزان يوغوسلاف (الجيش الوطني اليوغسلافي). خلال العمليات العقابية في صربيا وكرواتيا، القوزاق تحت حُكم بانويتز ارتُكبت عدد من جرائم الإبادة ضد المدنيين متضمنة عدة أعمال اغتصاب واسعة وعمليات الإعدام بإجراءات موجزة روتينية. حتي لـ فون بانويتز تجاوزت هذه الفظائع ما اعتبره عاديًا، علاوة على ذلك، في عينيه هدد هذا السلوك الانضباط والنجاح العسكري. لذلك أعلن الأمر العسكري في 20 أكتوبر 1943، التي تنص على أن أي جرائم من هذا النوع من شأنها أن تؤدي إلى عقوبة الإعدام.
بعد احتفالية الجوائز في برلين والتي تلقى فيها بانويتز جائزة «أوراق البلوط» من أجل وسام الفارس الصليبي الخاص به في 15 يناير 1943، أخبر بانويتز أدولف هتلر أن السياسات النازية الرسمية جعلت السلاف يُنظر إليهم على أنهم دون البشر، ولأسباب إستراتيجية كانت خاطئة تماماً.

## بعد الحرب
بانويتز إستسلم في 11 مايو 1945، إلي القوات البريطانية (الجيش الثامن - الفرقة الخامسة) بالقرب من فولكيرماركت في كيرنتن، النمسا، وحاول التأكد من أن رجاله سيظلون في عهدة الحلفاء الغربيين. وفي منتصف مايو، أصبح جلياً أن قوات القوزاق سيتم تسليمهم إلي الاتحاد السوفيتي.
كان بانويتز مواطن ألماني، وتحت أحكام اتفاقيات جنيف والتي لا تخضع للإعادة إلى الاتحاد السوفياتي. لكن في 26 مايو، تمت إزالة بانويتز من قيادة قواته ووضع تحت الحجز بينما بدأ التحميل القسري للقوزاق داخل الشاحنات واستمر ذلك خلال الأيام التالية. على الرغم من أن العديد هربوا من معسكراتهم بعد هذه الإجراءات، الجنرال فون بانويتز وعدة ضباط تابعين له شاركوا نفس المصير الغامض للقوزاق، لذا استسلم هؤلاء الألمان مع القوزاق للسلطات السوفياتية في يودنبورغ.

## إعدامه
تم إعدام بانويتز في موسكو في 16 يناير 1947، على أثر محاكمة عسكرية وإثبات جرائم الحرب عليه وذلك في الإتحاد السوفيتي.

## محاولة إعادة تبرئته
بعد ما يقرب من 50 عام بعد إعدامه، في 23 أبريل 1996، في خلال فترة رئاسة بوريس يلتسن، عدة أعضاء من عائلة بانويتز قدموا التماساً لإعادة تبرئته بعد الموت وقلب إدانته في عام 1946. المدعي العسكري الأعلى في روسيا قرر أن بانويتز مؤهل لإعادة تبرئته كضحية للقمع في عهد ستالين. في 28 يونيو 2001، تم عكس إعادة التبرئة في حكم الاختصاص المتنازع عليه لإجراءات عام 1996، ولذلك رجع بانويتز مُداناً بجرائم الحرب.

## الجوائز والأوسمة
- وسام الصليب الحديدي (1914)
  - الدرجة الثانية (16 سبتمبر 1915)[5]
  - الدرجة الأولي (27 يناير 1917)[5]
- شارة الجرح (1914)
  - باللون الأسمر
- صليب الشرف (20 ديسمبر 1934)
- جائزة الفيرماخت للخدمة الطويلة
- مشبك الصليب الحديدي (1939)
  - الدرجة الثانية (23 سبتمبر 1939)[5]
  - الدرجة الأولي (5 أكتوبر 1939)[5]
- شارة الانقضاض العامة (18 يوليو 1941)
- ميدالية الجبهة الشرقية
- وسام ميشيل الشجاع
  - الدرجة الثالثة (7 مايو 1943)
- شارة ولي العهد الملك زفونيمير مع النجوم والسيوف
- وسام الفارس الصليبي الحديدي مع أوراق البلوط
  - الصليب الحديدي (الرقم 467) في 4 سبتمبر 1941 كأوبرسلوبمينت (مُقدم) وقائد وحدة الأستطلاع 45.[6][7]
  - أوراق البلوط (الرقم 167) في 23 ديسمبر 1942 كأوبريست وقائد المجموعة القتالية «فون بانويتز».[6][8]